# Strattonia carbonaria
Strattonia carbonaria är en svampart som först beskrevs av W. Phillips & Plowr., och fick sitt nu gällande namn av N. Lundq. 1972. Strattonia carbonaria ingår i släktet Strattonia och familjen Lasiosphaeriaceae.  Arten är reproducerande i Sverige. Inga underarter finns listade i Catalogue of Life.